# 眞崎才次
眞崎 才次（まさき さいじ、1936年3月19日 - ）は、日本の機械工学者。大阪工業大学名誉教授。工学博士（京都大学）。第9代大阪工業大学機械工学科同窓会会長。元京都工芸繊維大学助教授。瑞宝中綬章受章。
専門は、材料加工・塑性工学・トライボロジー、生産工学・材料科学。

## 略歴
1959年大阪工業大学工学部機械工学科卒業。1961年同大学大学院機械工学専攻修士課程修了。のちに、京都大学大学院にて工学博士号を取得。同大学助手、京都工芸繊維大学工芸学部助教授などを経て、1972年大阪工業大学工学部機械工学科教授。文部省在外研究員としてカリフォルニア大学バークレー校に留学。1998年第9代大阪工業大学機械工学科同窓会会長を務め、2001年同大学名誉教授。大阪工業大学機械工学科にて約30年の長きに渡り教鞭を執った。
2015年秋の叙勲で、瑞宝中綬章受章。
主な所属学会は、日本機械学会、日本塑性加工学会、日本トライボロジー学会。主な著書は「塑性と加工 第40巻」 （分担執筆、日本塑性加工学会、1999）。

## 主な研究
- 金属塑性加工における潤滑剤・工具材料・素材材料の総合試験法[5]
- AE法を応用した塑性加工の潤滑状態の評価法と可視化
- 高感度圧電素子による摩擦・潤滑状態の評価[6]
- 薄肉円筒の動的変形に関する研究 [7]：松下電工（現：パナソニック）との共同研究
- 放電成形の基礎的研究 - 周辺固定の円板に作用する圧力について[8]：京都大学との共同研究